# Aia di Mons
Aia di Mons o Aya o Aja o Agia o Austregilda (VII secolo – Mons, 708/714) è stata una badessa belga venerata come santa.

## Biografia
Aia era una canonichessa nel monastero fondato da sua cugina santa Valdetrude a Mons, all'epoca capoluogo dell'Hainaut. Subentrerà alla cugina come badessa. Prima di entrare in monastero era stata sposata a sant'Idulfo, che pure preferì alla vita coniugale quella religiosa ed entrò nell'abbazia di Lobbes.
Aia avrebbe riacquistato la vista pregando sulla tomba di santa Ragenfreda all'abbazia di Denain. Morì fra il 708 e il 714 e fu sepolta nella collegiata di Santa Valdetrude a Mons, all'epoca chiesa abbaziale. In una cappella laterale una pala d'altare di grandi dimensioni illustra gli episodi della sua vita.

## Culto
La memoria di Santa Aia è celebrata localmente il 18 aprile.
Secondo un racconto agiografico, i beni di cui aveva fatto dono al monastero furono rivendicati illegittimamente da altri eredi, tanto che molti anni dopo la sua morte, ne originò una lunga lite. Per dirimere la questione, i contendenti si sarebbero recati alla tomba di Aia, dove una voce, ritenuta quella di Aia stessa, si sarebbe fatta udire, confermando la donazione legittima.  Per questo episodio Aia è venerata come patrona dei processi, insieme a sant'Espedito e a sant'Ivo.   
Il culto è diffuso anche in Austria e in Repubblica Ceca: un quadro con sant'Aia si trova nel Duomo di Graz, una statua opera di Ignác František Platzer si trova a Praga nella nicchia di una casa.

## Galleria d'immagini

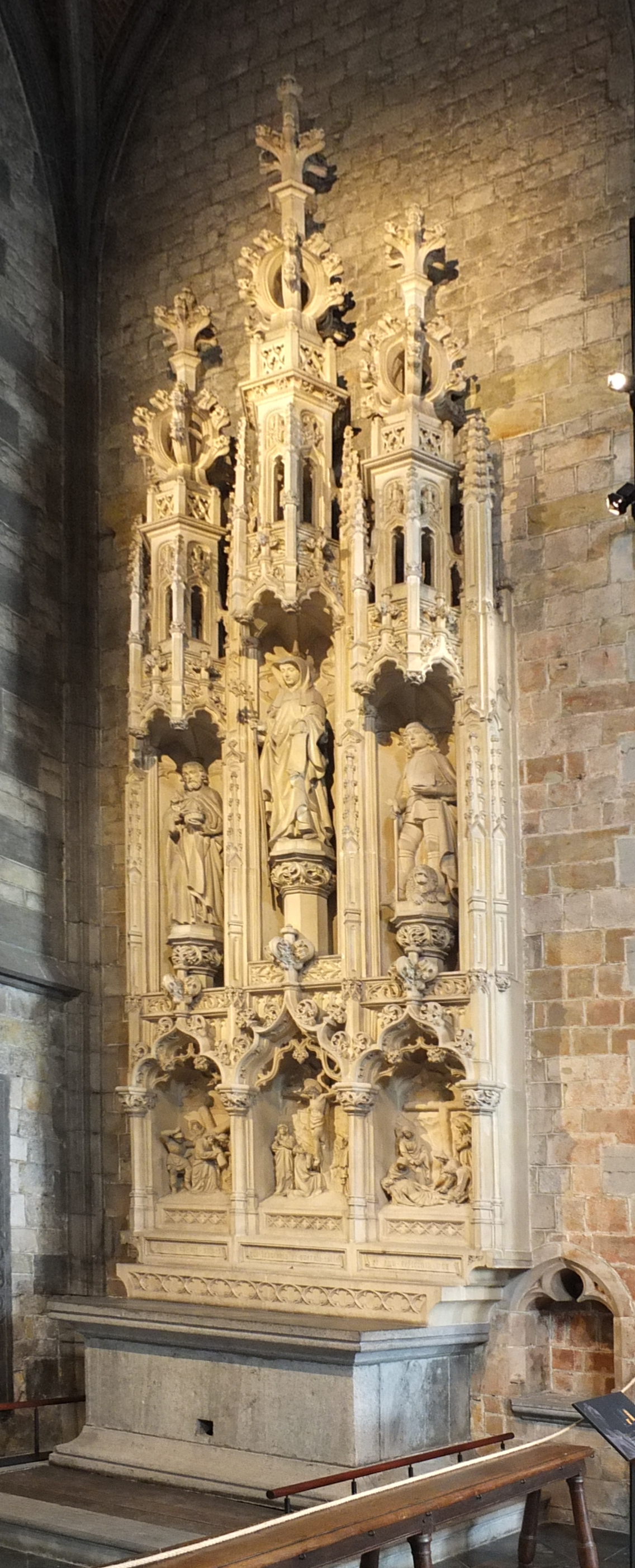
L'altare di sant'Aia nella collegiata di Santa Valdetrude a Mons.
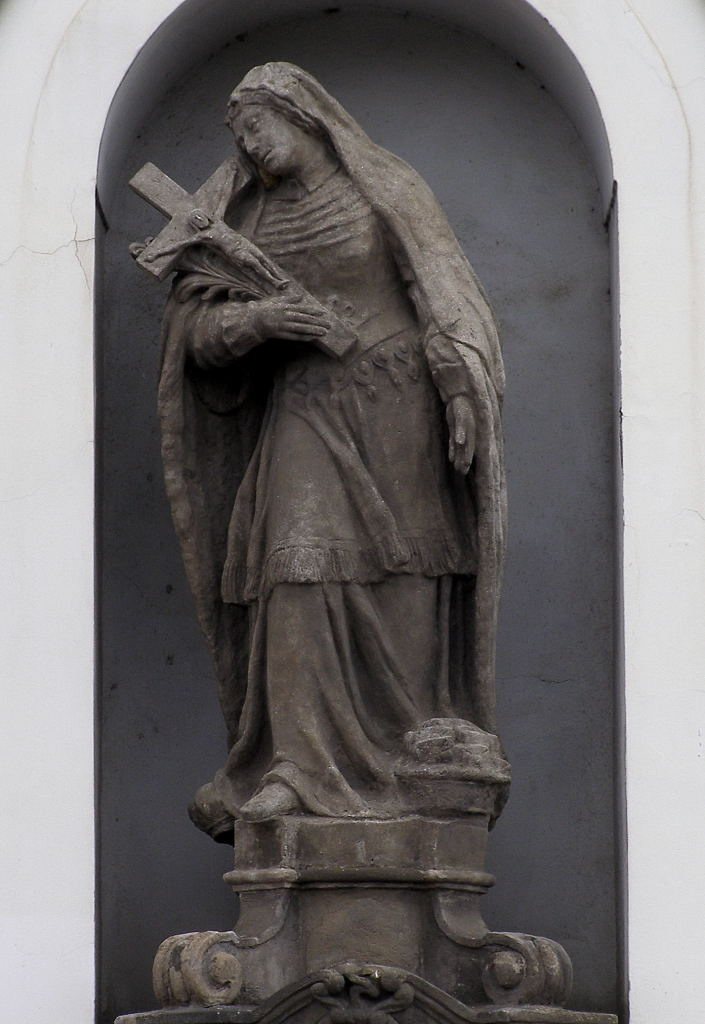
Statua di sant'Aia a Praga, opera di Ignác František Platzer.